# Pauline Deltour
Pour les articles homonymes, voir Deltour.
Pauline Deltour (née le 17 février 1983 à Landerneau et morte le 5 septembre 2021 à Saint-Maurice-lès-Charencey dans l'Orne) est une architecte et designer française.

## Biographie
Pauline Deltour se forme à l'École nationale supérieure des arts appliqués et des métiers d'art et obtient un diplôme d'arts appliqués et de design en 2004. Par la suite, elle intègre l'École nationale supérieure des Arts Décoratifs.
En 2006, elle rejoint le studio de Konstantin Grcic à Munich et devient la première femme à devenir assistante de l'atelier.
En 2010, de retour à Paris, elle ouvre sa propre agence. Elle collabore avec de grandes marques d'édition du design comme Alessi ou Established & Sons, mais aussi avec des griffes de luxe telle que Cire Trudon. Elle crée des objets de la vie quotidienne : des miroirs, de la vaisselle, des fauteuils mais aussi des vélos et un disque dur. Elle réalise aussi des projets d'architecture intérieure comme celle du magasin Moustache à Paris.

## Reconnaissance
Pauline Deltour est souvent citée parmi les quelques figures majeures du design français contemporain. Son décès prématuré suscite de nombreuses réactions, Pauline Deltour est qualifiée « d'étoile filante du design ». 